# 基科勒尼比奇
基科勒尼比奇是美国佛罗里达州門羅縣下属的一座城市。建立于1957年。面积约为1.7平方公里（约合0.7平方英里）。根据2010年美国人口普查，该市有人口797人。论人口在本州排行第342。